# Şefr Shāh
Şefr Shāh (persiska: صفر شاه, Şafar Shāh) är en ort i Iran.   Den ligger i provinsen Kermanshah, i den västra delen av landet, 500 km väster om huvudstaden Teheran. Şefr Shāh ligger 1 514 meter över havet och antalet invånare är 278.
Terrängen runt Şefr Shāh är huvudsakligen lite kuperad. Şefr Shāh ligger nere i en dal. Runt Şefr Shāh är det ganska tätbefolkat, med 60 invånare per kvadratkilometer. Närmaste större samhälle är Gahvāreh, 5,8 km nordost om Şefr Shāh. Omgivningarna runt Şefr Shāh är i huvudsak ett öppet busklandskap.